# Goera dilipa
Goera dilipa är en nattsländeart som beskrevs av Schmid 1991. Goera dilipa ingår i släktet Goera och familjen grusrörsnattsländor. Inga underarter finns listade i Catalogue of Life.